# Sirotčinec (film)
Sirotčinec (španělsky El Orfanato) je španělské filmové hororové drama režiséra Juana Antonia Bayony z roku 2007. V hlavních rolích se objevili Belén Rueda jako Laura, Fernando Cayo v roli jejího manžela Carlose a Roger Príncep, který si zahrál adoptovaného syna Simóna.
Sedmatřicetiletá Laura se po letech vrací s manželem Carlosem a se sedmiletým synkem Simónem do sirotčince, kde žila jako malá. Simón si v novém bydlišti našel neviditelné imaginární kamarády, což rodiče pokládají za výplod jeho fantazie. Jenže bývalý sirotčinec skrývá tajemství.

## Děj
Laura prožila rané dětství v sirotčinci mezi svými vrstevníky. V dospělosti přijíždí zpět se svým manželem Carlosem a adoptivním synem, aby opuštěný a zchátralý sirotčinec zrekonstruovala a vybudovala zde ústav pro postižené děti. Syn Simon si začne hrát se svými imaginárními kamarády v areálu sirotčince. Jeho chování rodiče vysvětlují jako nadměrnou dětskou fantazii a frustraci z nedostatku kontaktu s dětmi, který je spojen se změnou jejich bydliště.
Laura jednou vezme Simona do jeskyně u pobřeží, kde se Simon seznámí se svým novým, vymyšleným kamarádem Thomasem. Cestou zpět mu vytváří cestu z mušlí, aby ho Thomas našel a mohli si spolu hrát. V deštivý den navštíví Lauru jistá Benigna Escobeda, představující se jako sociální pracovnice a předá Lauře složku se Simonovými spisy, ve kterých stojí, že je Simon HIV pozitivní. Laura vyhodí Benignu z domu, poté se s ní ještě nečekaně setkává během noci v zahradní kůlně – Benigna ale uteče.
První znepokojující situací je kresba Simona, která ztvárňuje jeho šest imaginárních přátel, jeden z nich má přes hlavu masku. Každý z nich má v ruce hračku – Simon začne vysvětlovat Lauře pravidla hry, kterou spolu pravidelně hrají. Hračky si schovávají a podle indicií je zase hledají. Laura sleduje Simona, který urputně nachází indicie, až nakonec najde svůj poklad – mince. Mince byly vsypány do uzamčeného kuchyňského stolu, kde Laura schovala spisy o Simonovi. Následuje hádka, při níž Simon vyčte Lauře, že mu zatajila jeho adopci a nemoc. Všechny tyto informace mu prý řekl kamarád Thomas…
Bývalý sirotčinec je zrekonstruován a Laura s Carlosem uspořádali zahradní party k slavnostnímu otevření ústavu. Stále uražený Simon zůstává ve svém pokoji, kde se snaží přesvědčit Lauru, že nejdříve jí musí ukázat Thomasův domeček a až poté se půjde přivítat s dětmi na oslavě. Laura mu při další vyvolané hádce uštědří pohlavek a odchází na zahradu. Později, co hledá po domě Simona, na chodbě uvidí dětskou postavu s maskou přes hlavu – přesně odpovídající Simonově kresbě o Thomasovi. Dítě ji zamkne v koupelně a uteče. Simona se ale nepodaří nalézt a policie nemá jedinou stopu…
Laura s manželem zůstávají v domě, ač je Laura přesvědčená, že se zde dějí podivné věci a především začíná věřit Simonovým vidinám o imaginárních kamarádech. Cítí jejich přítomnost, slyší dětské hlasy i různé zvuky. Simon je již pohřešován šest měsíců, ale i přesto Laura svůj boj za nalezení a zachránění syna nevzdává. S Carlosem se stane svědkem nehody, kdy byla nákladní vozem sražena Benigna, která se v domě představila jako sociální pracovnice. V kočárku, který vezla, Laura našla pletenou panenku, která byla věrnou kopií Thomase v masce.
Policie našla v bytě Benigny několik videonahrávek a fotek ze sirotčince, kdy Laura byla ještě dítě. Benigna byla jednou z vychovatelek a jejím adoptovaným synem byl právě Thomas. Měl zohyzděný obličej, proto nosil masku a byl izolován od ostatních. Sama Laura neměla ponětí, že Thomas obýval sirotčinec ve stejnou dobu jako ona. Krátce po její adopci byl Thomas nalezen mrtvý v jeskyni, kde se utopil při hře s ostatními dětmi.
Zoufalá matka si pozve do domu Media, kdy pomocí regrese do minulosti zjistí, že pět dětských duší prosí o pomoc a nalezení klidu. Záhy poté, kdy bloumá po domě, najde první indicii hry, kterou ji dříve vysvětloval Simon. Zavede ji až do zahradní kůlny, kde najde v pytlích pět dětských tělíček. Tyto kostry patřily Lauřiným kamarádům z dětství.
Carlos na manželčinu prosbu opouští sirotčinec, Laura zůstává v domě poslední dva dny, aby se mohla rozloučit s místem. Doopravdy chce ale navázat kontakt s mrtvými dětmi, aby jí pomohly najít Simona. Začne s nimi hrát hry z dětství, kdy jí za odměnu navedou do tajemných sklepních dveřích, o kterých nikdo netušil. Byly zataraseny věcmi, které tam naházela, když hledala Simona při zahradní oslavě. Ve sklepení zjišťuje, že právě zde je Thomasův domeček, o kterém Simon mluvil, než se ztratil. Pod schody nachází mrtvého Simona s Thomasovou maskou na hlavě – ve tmě spadl ze schodů, když se snažil dostat se ven. Zvuky, které Laura slyšela bezprostředně po jeho zmizení, byl Simon sám. Stejně tak i postava, která jí zamkla v koupelně byl Simon s maskou Thomase, který poté utekl do sklepení.
Laura, zdrcená nad osudem, který přinesla Simonovi, vynáší jeho mrtvé tělo do bývalé ložnice dětí a předávkuje se prášky. Umírá se Simonem v náručí. Náhle se probouzí, v náručí má živého Simona a setkává se po letech s dětmi, které chtějí, aby s nimi už navždy zůstala, s čímž souhlasí.
Konec tohoto filmu je ve chvíli, kdy na místo po letech přijíždí Carlos, aby položil na pomník květiny a když se dívá z okna sirotčince, slyší otevřít dveře, podívá se směrem k nim a začne se usmívat…